# Zwischensequenz
Eine Handlungssequenz, Unterbrechungssequenz oder Zwischensequenz (engl. event scene oder cutscene) ist eine in Computerspielen verwendete Filmszene, die meist dazu dient, ohne Beteiligung des Spielers Handlung zu vermitteln. Während einer Zwischensequenz ist der Spieler in den passiven Zustand eines Zuschauers versetzt. Oft wird dabei auch die im eigentlichen Spielverlauf vom Spieler gelenkte Spielfigur als eigenständig handelnde Figur gezeigt und somit die Einheit von Spieler und Spielercharakter vorübergehend aufgelöst. Um anzuzeigen, dass keine Eingaben mehr stattfinden müssen, wurden bei einem 4:3-Seitenverhältnis in Anlehnung an das Kino gelegentlich schwarze Balken eingeführt oder eingeblendet (Letterbox). Teilweise ist es dem Spieler möglich durch Quick-Time-Events mit der Zwischensequenz zu interagieren (siehe auch interaktiver Film).
In Kameraeinstellungen und Schnitt orientieren sie sich oft an Spielfilmen. Zwischensequenzen können aus echten Filmszenen bestehen, die in digitalisierter Form in das Spiel integriert wurden, oder aus vorgerenderten Filmen (beides als Full Motion Video bekannt). Sie können aber auch mit Hilfe der Computerspielegrafik (Grafik-Engine) selbst umgesetzt werden. Letztere Möglichkeit wird immer mehr zur Regel, da die Grafik der Computerspiele immer realistischer beziehungsweise detaillierter wird und kein visueller Bruch zwischen der Grafik der Sequenz und der Spielgrafik entsteht. Zudem ist hierdurch eine flexiblere Einbindung in die Spielabläufe möglich.
Im Unterschied zur Zwischensequenz spricht man von einer Skriptsequenz (Scripted event), wenn eine szenische Handlung während des eigentlichen Spielverlaufs stattfindet und der Spieler dabei aktiv innerhalb des Geschehens bleibt.

## Geschichte
Der Begriff Cutscene wurde durch Ron Gilbert geprägt, der 1987 nicht-interaktive Szenen in dem Spiel Maniac Mansion so bezeichnete. Erste Zwischensequenzen befinden sich in den Spielen Pac-Man und Space Invaders Part 2 aus dem Jahr 1980. Durch die Entwicklung der Computergrafik wurden auch Zwischensequenzen zu einem wichtigen Bestandteil von vielen handlungszentrierten Computerspielen. Vorgerenderte Szenen erreichen meist höhere Grafikstandards als der interaktive Spielteil.

## Kritik
Zwischensequenzen in Spielen werden gemischt aufgenommen. Während einige Designer und Spieler in ihnen ein wichtiges narratives Mittel sehen, das für wichtige Vermittlung von Informationen und Emotionen genutzt werden kann, werden sie von anderen als unpassend für das Medium Computerspiel empfunden, da sie den Spielfluss stören. Steven Spielberg sieht in dem Vereinen der Filmgeschichte und des interaktiven Spiels die große Herausforderung der Spieleentwickler.